# Quadrophenia
Para o filme baseado neste álbum, veja Quadrophenia (filme)
Quadrophenia é o sexto álbum de estúdio do The Who. Lançado em 26 de outubro de 1973, é uma das duas óperas rock em larga escala do grupo. O nome é uma modificação a partir de uma noção não-científica da esquizofrenia, aqui como uma doença de personalidade múltipla; o protagonista da ópera sofre de personalidade quádrupla, cada uma delas associadas a um integrante do The Who. O encarte do álbum traz as descrições:
- Um cara durão, um dançarino incapaz. ("Helpless Dancer" - Roger Daltrey)
- Um romântico, sou eu por um momento? ("Is It Me?" - John Entwistle)
- Um maldito lunático, eu até mesmo carrego tuas malas. ("Bell Boy" - Keith Moon)
- Um mendigo, um hipócrita, amor, reine sobre mim. ("Love Reign O'er Me" - Pete Townshend)

Além de descrever a personalidade de cada membro da banda, os quatro comentários referem-se às quatro músicas-tema que retratam o personagem Jimmy: “Helpless Dancer”, “Doctor Jimmy”, “Bell Boy”, e “Love Reign O’er Me”. Os quatro temas misturam-se na penúltima faixa do disco, uma elaborada peça instrumental chamada “The Rock”.
| Críticas profissionais | Críticas profissionais |
| Avaliações da crítica  | Avaliações da crítica  |
| Fonte                  | Avaliação              |
| ---------------------- | ---------------------- |
| allmusic               | link                   |
| Rolling Stone          | link                   |
| PopMatters             | Favorável link         |

## História
A história cobre aproximadamente dois dias da vida de um certo Jimmy, participante do movimento mod na Inglaterra no começo dos anos 60. “A história começa numa rocha, no meio do oceano…”, disse o compositor Pete Townshend durante uma apresentação ao vivo. Sua observação parece indicar que a ópera representa as lembranças de Jimmy dos dois dias anteriores, que resultaram na triste situação em que ele se encontra no final da história. A narrativa é difícil de se aperceber só pelos versos das músicas, mas é complementada pelos “comentários” de Jimmy sobre vários assuntos em um encarte incluído no disco.
Já que pode-se dizer que Quadrophenia é a narrativa de uma história, esta história é contada então na primeira pessoa. A primeira metade da ópera trata das frustrações e inseguranças que guiam a vida de Jimmy, incluindo breves momentos de sua vida caseira, seu trabalho, seu psicanalista, e suas tentativas infrutíferas de ter uma vida social. Na metade da ópera ele canta “I’ve Had Enough” (“Eu já tive o bastante”), vendo-se chutado de casa depois que seus pais encontram anfetaminas em seu quarto, depois do qual ele se droga e pega um trem para Brighton, rouba um bote e o dirige para uma rocha no meio do oceano, esfacelando-se emocionalmente. Sem mais nenhum motivo para viver, ele encontra a redenção na chuva (uma manifestação da fixação espiritual por Townshend pela água).
Quadrophenia foi lançado originalmente como um vinil duplo, em embalagem formato livro, que trazia as letras das músicas e uma versão textual da história, além de um encarte que vinha à parte, com fotografias para ilustrar o conto. A MCA relançou-o em CD em 1985, com as letras e o texto mas sem o encarte. A versão remasterizada de 1996 traz o encarte original completo em miniatura.
No encarte da versão remasterizada de Odds and Sods, Townshend revela que Quadrophenia evoluiu de uma ideia para uma auto-indulgente autobiografia da banda. Duas das faixas da ópera datam de 1972, um ano que viu o Who produzir compactos referentes à banda, como “Join Together” e “Long Live Rock” (o último só lançado em 1974). Entretanto, na época em que Quadrophenia foi lançado, o papel da banda na história era apenas simbólico, através das quatro personalidades de Jimmy.
Os versos da canção “The Punk and the Godfather” deixam a impressão de que Townshend estava ciente da rebelião musical chamada punk já em 1973, com uma interpretação dúbia sobre Townshend ser o “punk” os executivos de sua gravadora o “godfather” e/ou músicos novatos inventando novos estilos como os “punks” e Townshend como o “godfather”.
Quadrophenia seria posteriormente transformado em filme, com várias canções adicionais acrescentadas pela banda na trilha sonora.
Em 2003 o canal de TV VH1 nomeou Quadrophenia o 86º melhor álbum de todos os tempos.

## Faixas
Todas as canções compostas por Pete Townshend.
Esta é a lista de faixas da versão em LP. Nas versões em CD, a divisão entre os dois discos é no mesmo ponto, entre “I’ve Had Enough” e “5:15”..

### Disco Um
| No. | Título                       | Vocais                                 | Duração |
| --- | ---------------------------- | -------------------------------------- | ------- |
| 1.  | "I Am The Sea"               | Roger Daltrey                          | 2:09    |
| 2.  | "The Real Me"                | Roger Daltrey                          | 3:21    |
| 3.  | "Quadrophenia"               | [Instrumental]                         | 6:14    |
| 4.  | "Cut My Hair"                | Pete Townshend + Daltrey no refrão     | 3:45    |
| 5.  | "The Punk and the Godfather" | Roger Daltrey, Pete Townshend na ponte | 5:11    |

| No. | Título                           | Vocais                                        | Duração |
| --- | -------------------------------- | --------------------------------------------- | ------- |
| 1.  | "I'm One (At least)"             | Townshend                                     | 2:38    |
| 2.  | "The Dirty Jobs"                 | Daltrey                                       | 4:30    |
| 3.  | "Helpless Dancer (Roger's theme) | Daltrey                                       | 2:34    |
| 4.  | "Is It In My Head?"              | Daltrey, Townshend e John Entwistle no refrão | 3:44    |
| 5.  | "I've Had Enough"                | Daltrey e Townshend                           | 6:15    |

### Disco Dois
| No. | Título         | Vocais                              | Duração |
| --- | -------------- | ----------------------------------- | ------- |
| 1.  | "5:15"         | Daltrey, Townshend na intro e outro | 5:01    |
| 2.  | "Sea and Sand" | Daltrey e Townshend                 | 5:02    |
| 3.  | "Drowned"      | Daltrey                             | 5:28    |
| 4.  | "Bell Boy"     | Daltrey e Keith Moon                | 4:56    |

| No. | Título              | Vocais         | Duração |
| --- | ------------------- | -------------- | ------- |
| 1.  | "Doctor Jimmy"      | Daltrey        | 8:37    |
| 2.  | "The Rock"          | [Instrumental] | 6:38    |
| 3.  | Love, Reign O'er Me | Daltrey        | 5:49    |

## Ficha técnica
Banda:
- John Entwistle: Baixo, Trompa, Vocais de apoio
- Roger Daltrey: Vocais
- Keith Moon: Bateria, Percussão, Vocais em "Bell Boy"
- Pete Townshend: Guitarra, Violão, Teclados, Banjo, Violoncelo, Vocais e Efeitos Sonoros

Músicos Convidados:
- Jon Curle: Voz do apresentador em "Cut My Hair"
- Chris Stainton: Piano em "The Dirty Jobs", "5:15" e "Drowned"